# Lycophorus villosus
Lycophorus villosus är en fjärilsart som beskrevs av Alphéraky 1887. Lycophorus villosus ingår i släktet Lycophorus och familjen nattflyn. Inga underarter finns listade i Catalogue of Life.